# Nepenthes monticola
Nepenthes monticola är en tvåhjärtbladig växtart som beskrevs av A.S. Rob., Wistuba, Nerz, M. Mansur och S. Mcpherson. Nepenthes monticola ingår i släktet Nepenthes och familjen Nepenthaceae. Inga underarter finns listade i Catalogue of Life.

## Bildgalleri

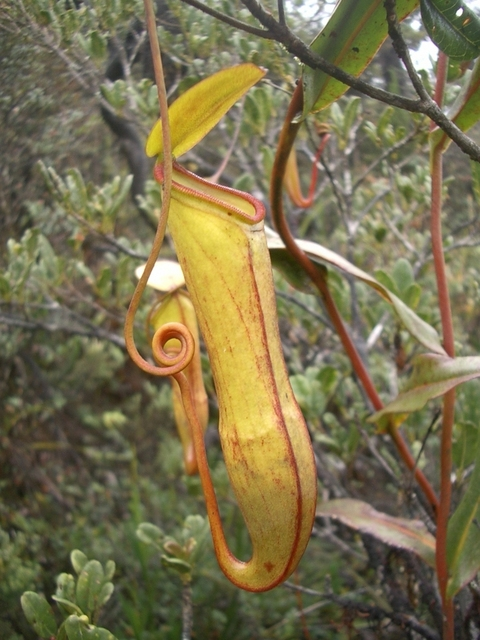
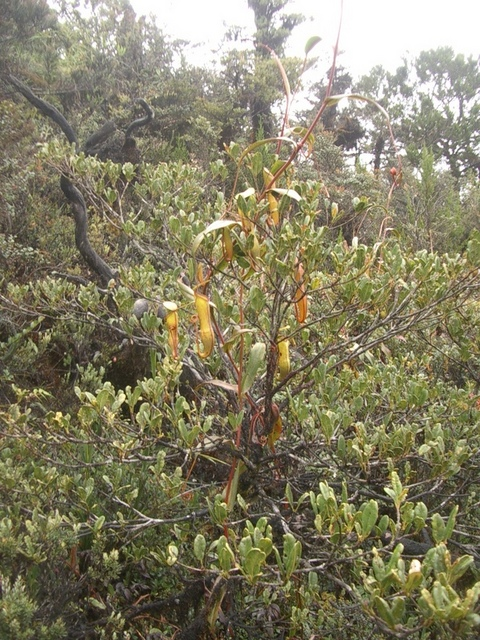
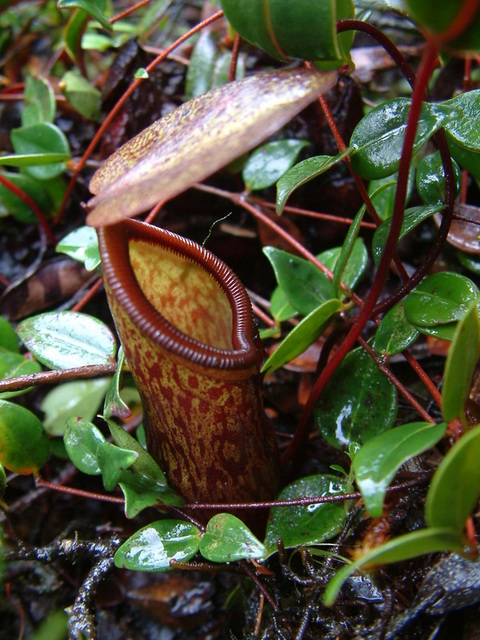
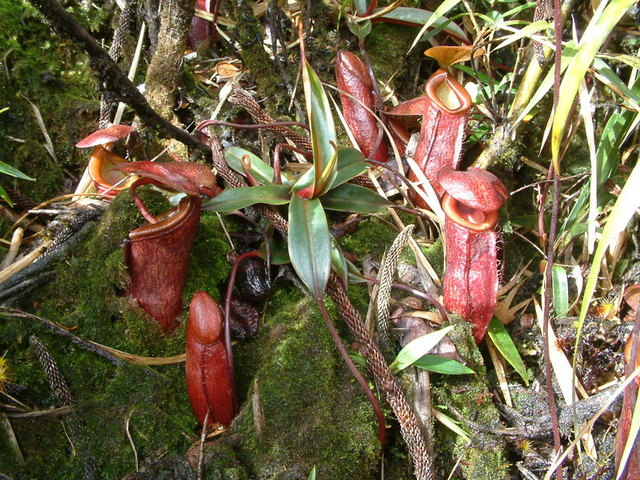
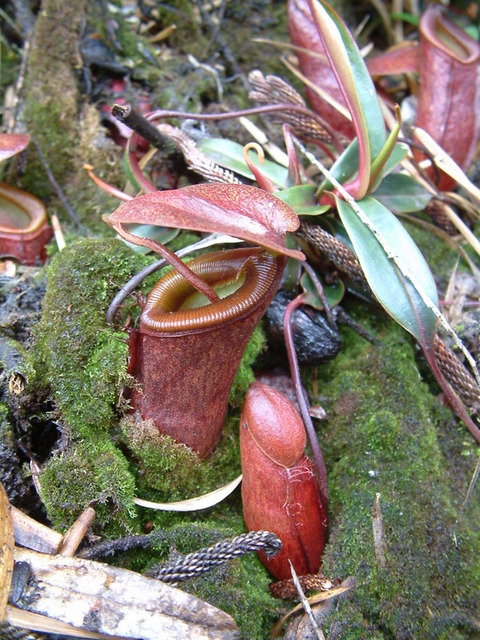